# Julio Curatella
Julio Curatella   (Argentina, 27 de febrer de 1911 - Buenos Aires, 1995) fou un remer argentí que va competir durant les dècades de 1930 i 1940.
El 1936 va prendre part en els Jocs Olímpics de Berlín on, fent parella amb Horacio Podestá, guanyà la medalla de bronze en la prova del dos sense timoner del programa de rem. Un cop finalitzada la Segona Guerra Mundial va prendre part en els Jocs de Londres de 1948, on quedà eliminat en sèries en la prova del quatre sense timoner del programa de rem.